# Барский, Авраам Андреевич
Авраа́м Андре́евич Ба́рский (первоначальные варианты отчества Гейнихович, затем Генрихович; ?, Одесса — 1882, Петербург) — русский журналист. Брат журналиста Самуила Барского.

## Биография
Родился в Одессе в семья Гейниха (Генриха) Барского (1826 — 11 декабря 1880). Воспитывался у деда по материнской линии — учителя древнееврейского языка в одесском Казённом еврейском училище Дувида-Айзика Абрамовича Ландсберга. Затем учился во 2-й Одесской гимназии и в 1865 году поступил на физико-математический факультет, открывшегося Новороссийского университета, который окончил в 1869 году.
Поступил в Цюрихскую политехническую школу, где получил звание инженера-путейца. Принимал участие в прорытии Сен-Готардского туннеля. В 1881 году вернулся в Россию и занялся журналистикой, сделавшись сотрудником «Рассвета», в котором поместил ряд статей по еврейскому вопросу (обыкновенно подписывался инициалами А. Б.). В 1882 году покончил жизнь самоубийством в Петербурге.

## Семья
- Брат — Яков Генрихович (Андреевич) Барский (1863 — ?), член ученического кружка Народной воли, в 1886—1891 годах в ссылке в Иркутской губернии, затем жил в Кишинёве, Саратове, Харбине (один из управляющих Манчжурской железной дорогой)[4]
- Сестра — Дора Генриховна (Андреевна) Барская (в замужестве Рашкович; 1860, Одесса — 1946, Нью-Йорк), народоволец, по профессии врач. Была старшим ординатором Еврейской больницы в Одессе, управляющей частной врачебной лечебницей, членом суда чести при Обществе одесских врачей, инициатором организации школьной врачебной практики в городе[5][6].
- Двоюродный брат (сын родной сестры матери Розалии Дувид-Айзиковны Ландсберг) — бактериолог В. А. Хавкин.